# Weston, Colorado
Weston är en så kallad census-designated place i Las Animas County i Colorado. Vid 2010 års folkräkning hade Weston 55 invånare.